# X-Zone Média
 (août 2010).
Si vous disposez d'ouvrages ou d'articles de référence ou si vous connaissez des sites web de qualité traitant du thème abordé ici, merci de compléter l'article en donnant les références utiles à sa vérifiabilité et en les liant à la section « Notes et références ».
X-Zone Groupe est un groupe audiovisuel privée situé Québec, Canada qui est présent sur le réseau Internet. Le fondateur de X-Zone Groupe est Steve Béland en 2003.

## Histoire
- 2003 : Création par Steve Béland
- 2003 : Création de ZikMusic (web-radio)
- 2005 : Création de Kaboom Radio (web-radio)
- 2008 : Création de X-Zone Internet (serveur)
- 2008 : Création de X-Zone Radio (web-radio)
- 2008 : Achat de Malzébut Internet (serveur)
- 2008 : Achat de IFD Internet (serveur)
- 2010 : X-Zone Média change de nom pour X-Zone Groupe.
- 2010 : Création d'une division de production Audio/Visuel (La Créa-Tek)
- 2011 : Achat de GD Communication (serveur)
- 2011 : GD Communication deviendra WWW-Zone (serveur)
- 2011 : Achat de Gloom TV (web-télé)
- 2011 : Création d'une division jeux pour plates-formes mobiles (X-Play)
- 2012 : Cession des activités de Web-diffusion (web-radio,web-télévision)
- 2017 : Cession des activités de X-Zone Groupe

## Activités

### Pôle Web-Radio Diffusion
- ZikMusic Abandonné en Juillet 2012
- Kaboom Radio Abandonné en Juillet 2012

### Pôle Web-Télé Diffusion
- UnderGround.TV Abandonné en Juillet 2012
- GrooveTV Abandonné en Juillet 2012
- GloomTV Abandonné en Juillet 2012

### Pôle Hébergement/Serveur
- Malzébut Internet Abandonné en Juillet 2017
- IFD Internet Abandonné en Juillet  2017
- X-Zone Internet Abandonné en Juillet  2017
- WWW-Zone Abandonné en Juillet  2017

### Pôle Production Audio/Visuel
- La Créa-Tek Abandonné en Juillet 2017

### Pôle Production Jeux Vidéo pour plates-formes mobiles
- X-Play Abandonné en Juillet 2017

Source : Histoire de X-Zone Média www.xzonegroupe.com